# 회전 초밥

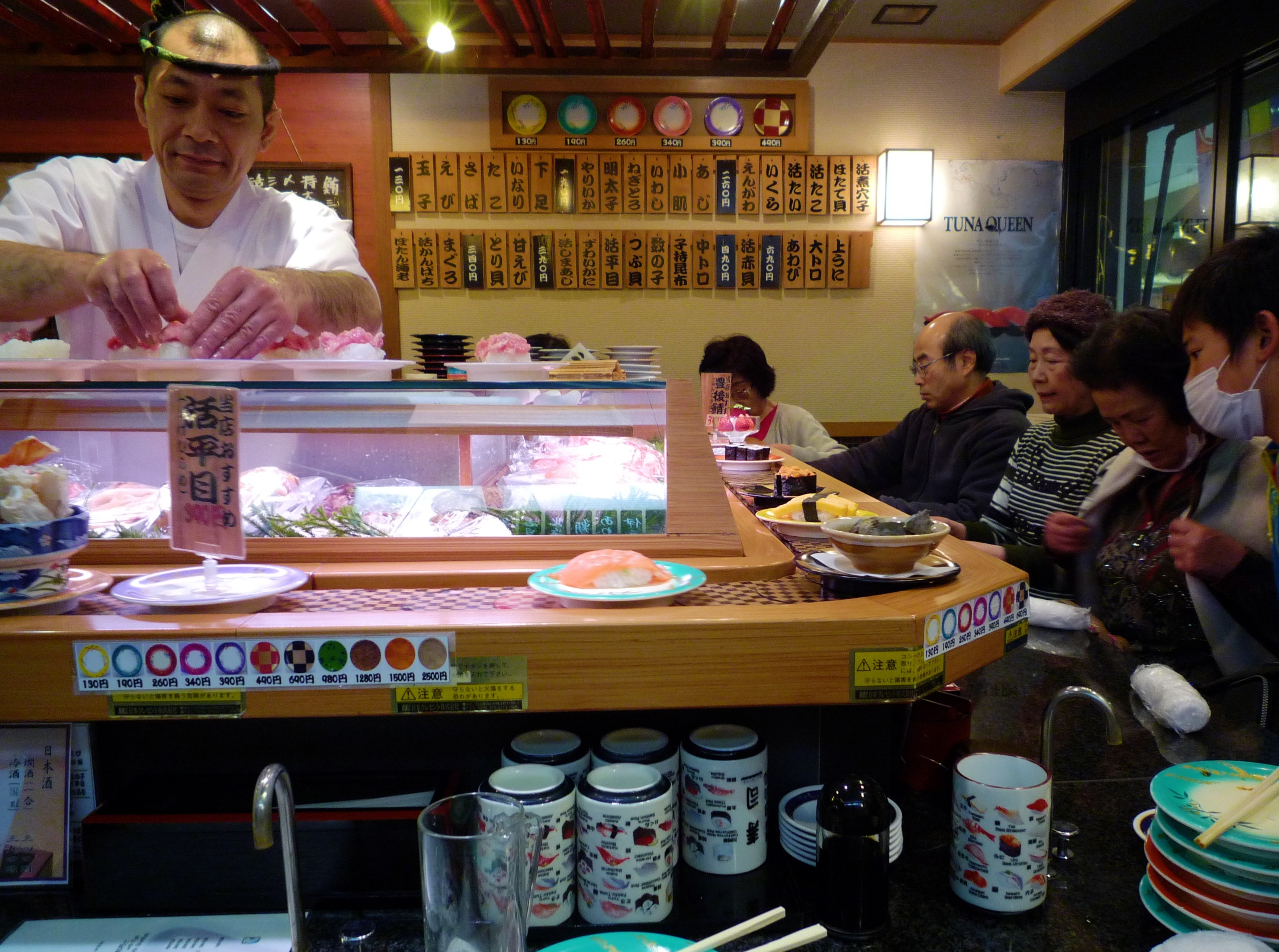
회전 초밥 식당

회전 초밥(일본어: 回転寿司 가이텐즈시[*])은 각종 초밥을 실은 작은 접시를 객석에 따라 설치된 체인 컨베이어에 연속적으로 순환시켜, 고객은 초밥을 자유롭게 골라 먹는 반 셀프 서비스 형식의 초밥 식당이다.

## 같이 보기
- 규동